# Модуньо, Франко
Франко Модуньо (итал. Franco Modugno; род. 3 мая 1938, Рим) — судья Конституционного суда Италии.

## Биография
Родился 3 мая 1938 года в Риме. В 1961 году окончил юридический факультет университета Сапиенца.
Преподавал конституционное право на юридическом факультете университета Терамо (с 1967 года), с 1972 по 1973 год — в университете Мачераты, с 1973 по 1975 год — в университете Салерно.
В 1974 году являлся деканом юридического факультета университета Салерно.
С 1975 по 1984 год преподавал право публичных государственных институтов на факультете политических наук университета Сапиенца.
С 1979 по 1980 год также преподавал итальянское конституционное право и сравнительное конституционное право на факультете политических наук в Свободном международном университете социальных наук Гвидо Карли.
С 1984 года преподавал конституционное право, конституционную юстицию, теорию толкования, философию права на юридическом факультете университета Сапиенца. Также являлся директором Института теории толкования данного университета.
С 2011 года — профессор конституционного права юридического факультета университета Сапиенца.
Преподавал также конституционную процедуру на факультете юриспруденции Римского университета Тре.
Являлся членом редакционной коллегии нескольких академических журналов, в том числе «Diritto e Società», «Giurisprudenza Costituzionale», «Giurisprudenza Italiana».
Руководил изданием серий учебников, включая опубликованные отделением итальянского и европейского права исследовательского центра политических и конституционных наук и сравнительного правоведения CRISPEL Римского университета Тре.
Совместно с Марко Руотоло руководил изданием серии книг «Конституционалисты 20 века».
Является автором книг, статей, по вопросам теории права, источников права, конституционного правосудия, комментариев к судебным решениям.
Судья Конституционного суда Италии (с 21 декабря 2015).
Вице- президент Конституционного суда Италии (с 12 декабря 2023).